# Kojiro Shinohara
Kojiro Shinohara (篠原 弘次郎 Shinohara Kōjirō?, nacido el 20 de julio de 1991 en Saga) es un futbolista japonés que se desempeña como defensa.

## Trayectoria

### Clubes
| Club            | País  | Año         |
| --------------- | ----- | ----------- |
| Fagiano Okayama | Japón | 2010 - 2017 |
| Roasso Kumamoto | Japón | 2014        |
| Avispa Fukuoka  | Japón | 2018 -      |

## Estadística de carrera

### J. League
| Club            | Año   | J. League | J. League | Copa J. League | Copa J. League | Total | Total |
| Club            | Año   | Part.     | Goles     | Part.          | Goles          | Part. | Goles |
| --------------- | ----- | --------- | --------- | -------------- | -------------- | ----- | ----- |
| Fagiano Okayama | 2010  | 0         | 0         | -              | -              | 0     | 0     |
| Fagiano Okayama | 2011  | 3         | 0         | -              | -              | 3     | 0     |
| Fagiano Okayama | 2012  | 12        | 0         | -              | -              | 12    | 0     |
| Fagiano Okayama | 2013  | 6         | 0         | -              | -              | 6     | 0     |
| Roasso Kumamoto | 2014  | 27        | 0         | -              | -              | 27    | 0     |
| Fagiano Okayama | 2015  | 21        | 3         | -              | -              | 21    | 3     |
| Fagiano Okayama | 2016  | 32        | 0         | -              | -              | 32    | 0     |
| Fagiano Okayama | 2017  | 33        | 1         | -              | -              | 33    | 1     |
| Total           | Total | 134       | 4         | 0              | 0              | 134   | 4     |